# Schlossberg-Tunnel (Pfalz)
Der Schlossberg-Tunnel bei Frankenstein im rheinland-pfälzischen Landkreis Kaiserslautern ist einer von insgesamt zwölf Tunneln der aus der Pfälzischen Ludwigsbahn hervorgegangenen Bahnstrecke Mannheim–Saarbrücken. Das einröhrige Bauwerk wurde 1849 eröffnet und sieben Jahre später auf zwei Gleise erweitert. Sein markantes Ostportal steht unter Denkmalschutz.

## Lage
Der Schlossbergtunnel durchquert die Nordostflanke des Schloßbergs, einem direkt südlich des Kernorts der Gemeinde Frankenstein liegenden Berg des Pfälzerwaldes. Unweit seines Westportals befindet sich der Bahnhof Frankenstein und über dem Tunnel, mehr in Richtung seines Ostportals hin, steht auf dem Nordostsporn des Schlossbergs die Burg Frankenstein.

## Geschichte
Am 21. Dezember 1837 erteilte der bayerische König Ludwig I. dem Bau der Magistrale in Ost-West-Richtung von der Rheinschanze nach Bexbach Freigabe. Zwischen Neustadt und Frankenstein musste für den Anstieg zahlreiche Hügel und Ausläufer von Bergen überwunden werden. Unter ihnen befand sich der Schlossberg mit der Burg Frankenstein. Dies erforderte in diesem Bereich den Bau eines 208 Meter langen Tunnels; für dessen Errichtung zeichnete wie für die gesamte Ludwigsbahn Paul Camille von Denis verantwortlich. Bereits seit 1847 war der Verkehr von Ludwigshafen nach Neustadt eröffnet worden, 1848 folgte in zwei Etappen der Abschnitt Homburg–Frankenstein. Am 25. August 1849 folgte der Lückenschluss zwischen Frankenstein und Neustadt einschließlich des Schlossberg-Tunnels. Zuvor hatten Kutschen den Verkehr zwischen den beiden Streckenteilen übernommen. Im Juli 1856 war die Ludwigsbahn dann durchgehend zweigleisig befahrbar.
Während dieser Zeit wurde der Tunnel von der Betriebs- und Bauinspektion Neustadt a Hardt verwaltet und gehörte zum Zuständigkeitsbereich der Bahnmeisterei Lambrecht. 1922 wurde der Bahnhof in die neu gegründete Reichsbahndirektion Ludwigshafen eingegliedert. Mit der Auflösung der Ludwigshafener Direktion wechselte der Bahnhof am 1. April 1937 in den Zuständigkeitsbereich der Direktion Mainz und des Betriebsamtes (RBA) Neustadt. Die Deutsche Bundesbahn gliederte den Tunnel nach dem Zweiten Weltkrieg in die Bundesbahndirektion Mainz ein, der sie sämtliche Bahnlinien innerhalb des neu geschaffenen Bundeslandes Rheinland-Pfalz zuteilte.
Da die Magistrale von Mannheim nach Saarbrücken schon immer für den Fernverkehr eine große Bedeutung besaß, wurde sie ab 1960 schrittweise elektrifiziert. Der Schlossberg-Tunnel musste für die Elektrifizierung aufgeweitet werden. Dies verzögerte die Fertigstellung des elektrischen Betriebs, der schließlich ab dem 12. März 1964 auf gesamter Länge aufgenommen werden konnte.
Im Zuge der schrittweisen Auflösung der Mainzer Direktion war ab 1. August 1971 bis zur Bahnreform die in Karlsruhe für den Bahnhof zuständig. Von August bis September 2014 fanden außerdem Sanierungsarbeiten im Tunnel statt; während dieser Zeit war er an Werktagen von 22 bis vier Uhr ausschließlich eingleisig befahrbar; am Wochenende gab es teilweise Vollsperrungen.

## Bauwerk
An der Seite seines Ostportals befinden sich ein abgestufter Zinnengiebel aus Rotsandsteinquadern. Das Westportal ist eher schlicht gestaltet und enthielt ursprünglich eine Zinnenbekrönung, die jedoch zwischen 1958 und 1992 entfernt wurde.

## Rezeption
In Zusammenhang mit dem Ostportal spricht der Eisenbahnfotograf Klaus-Detlev Holzborn von einem „Traummotiv Frankenstein“.